# 206241 Dubois
206241 Dubois este o planetă minoră (asteroid) din centura de asteroizi. A fost descoperită pe 24 noiembrie 2002 la Observatorul Palomar de Near Earth Asteroid Tracking. 
Obiectul prezintă o orbită caracterizată de o semiaxă mare de 3,1193171864076 UAi, o excentricitate de 0,1619, o înclinație de 5,52 ° în raport cu ecliptica.